# Lajos Maszlay
Lajos Maszlay (* 2. Oktober 1903 in Budapest; † 1. Dezember 1979 ebenda) war ein ungarischer Fechter.

## Erfolge
Lajos Maszlay gewann bei Weltmeisterschaften sechs Medaillen in Mannschaftswettbewerben. Mit der Florettmannschaft sicherte er sich 1933 in Budapest, 1935 in Lausanne und 1953 in Brüssel jeweils die Bronzemedaille, während er mit der Säbelmannschaft 1933, 1935 sowie 1937 in Paris Weltmeister wurde. Er nahm dreimal an Olympischen Spielen teil. 1936 blieb er ohne Medaillengewinn. Bei den Olympischen Spielen 1948 in London erreichte er im Einzel die Finalrunde, die er mit 4:3-Siegen auf dem Bronzerang hinter Jéhan Buhan und Christian d’Oriola abschloss. Mit der Mannschaft wurde er Fünfter. Auch vier Jahre darauf in Helsinki schaffte er es, diesmal mit der Mannschaft, aufs Podium. In der Finalrunde unterlag die Mannschaft Frankreich und Italien, dank eines Siegs gegen Ägypten wurde die ungarische Equipe letztlich Dritter. Im Einzel schied Maszlay im Halbfinale aus.